# Экономика Непала
Непал — преимущественно аграрная страна. Относится к числу наименее развитых стран мира.

## Сельское хозяйство
Доля сельского хозяйства в ВВП составляет 38 %, в нём занято три четверти трудоспособного населения. Обрабатываемые земли занимают пятую часть территории страны, 50 % обрабатываемых земель занимает рис. В 2005 году сбор риса составил 4,1 млн тонн. Выращивают также картофель (1,7 млн т), пшеницу и сахарный тростник. Сельское хозяйство Непала слабо механизировано и не обеспечивает внутренних потребностей страны. Площадь лесов в Непале составляет 33 % территории, с 1950 по 1980 год она сократилась почти вдвое. Лес вырубается в основном для топлива. Сведение лесов ведёт к потере плодородных почв и создаёт опасность оползней и наводнений.

## Промышленность
Доля промышленности в ВВП составляет 14 %, в ней занято 6 % рабочей силы. Обрабатывающая промышленность развита слабо, в 1970-х годах при содействии СССР был построен ряд промышленных объектов, в том числе сахарный завод и сигаретная фабрика. Обрабатывающая промышленность состоит в основном из переработки сельскохозяйственного сырья.

## Энергетика
Гидроэнергетический потенциал Непала огромен, но используется очень слабо. Доля вырабатываемой на ГЭС электроэнергии составляет 91,5 %

## Транспорт
Аэропорты:
- всего — 47, в том числе:
  - с твёрдым покрытием — 10
  - без твёрдого покрытия — 37

Железные дороги:
- всего — 59 км (несколько изолированных линий)

Автодороги:
- всего — 17 380 км, в том числе:
  - с твёрдым покрытием — 9886 км
  - без твёрдого покрытия — 7494 км

## Торговля
- Экспорт: 822 млн долларов
- Статьи экспорта: ковры, одежда, джут
- Партнёры по экспорту: Индия 59 %, США 13,9 %, Германия 5,9 %
- Импорт: 2 млрд долларов
- Статьи импорта: золото, машины и оборудование, топливо
- Партнёры по импорту: Индия 49 %, Китай 12,4 %, ОАЭ 11,7 %, Саудовская Аравия 5,2 %, Кувейт 4,4 %

## Доходы населения
На 2020 год минимальный размер оплаты труда составил 13 450 рупий в месяц, что составляет $118,2 доллара США.

## Финансы
Фискальный год с 16 июля по 15 июля.